# 패스트백

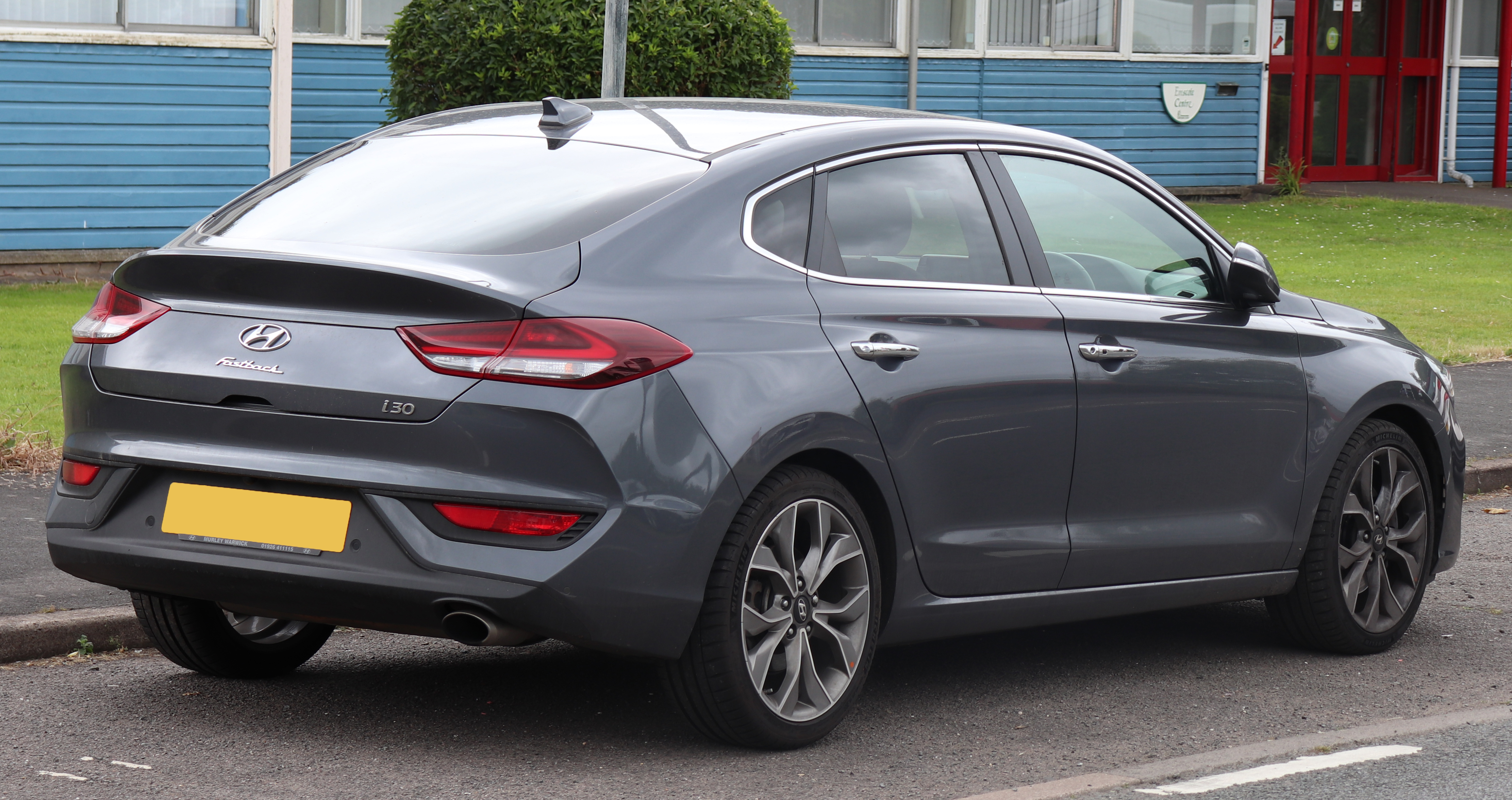
4-도어 패스트백 외형을 가진 현대i30

패스트백(fastback)은 자동차 뒷쪽의 지붕에서 끝까지 경사가 완만하게 되어 있는 자동차 차체 외형의 한 종류이다. 패스트백은 2-도어 쿠페(프랑스어: coupés)나 4-도어 세단에서 많이 볼 수 있다. 뒷쪽에 비스듬한 경사 때문에 보통은 트렁크 공간이 따로 분리되어 있지 않다. 패스트백은 겉으로 보기에 해치백과 다소 구별하기 어려운데, 패스트백의 경우는 트렁크쪽에 열 수 없는 고정된 유리창이 있는 것이 해치백과 다른 점이다.
패스트백 외형은 후방 시야를 확보하기 어렵다는 단점이 있지만, 디자인 측면에서 극적인 효과를 줄 뿐만 아니라 공기역학 측면에서 유리한 측면이 있다.

## 대표적인 패스트백 자동차

### 2-도어
- 올즈모빌 토로나도(Oldsmobile Toronado)
- 닷지 차저(Dodge Charger)
- 포드 머스탱 GT(Ford Mustang GT) - 일부 모델
- 닛산 240SX(Nissan 240SX)
- 올즈모빌 커트래스 S(Oldsmobile Cutlass S)
- 토요타 셀리카(Toyota Celica)
- 포드 메버릭(Ford Maverick)
- 플리머스 바라쿠다(Plymouth Barracuda)
- 들로리언 DMC-12(DeLorean DMC-12)

### 4-도어
- 시트로엥 GS(Citroën GS)
- 시트로엥 CX(Citroën CX)
- 폭스바겐 CC(Volkswagen CC)
- 폭스바겐 아테온(Volkswagen Arteon)
- 메르세데스-벤츠 CLS(Mercedes-Benz CLS-Class)
- 현대 포니 1세대 4도어형(Hyundai Pony)

### 5-도어
- 기아 스팅어(Kia Stinger)
- 기아 스펙트라 윙(Kia Spectra Wing)

## 같이 보기
- 쿠페
- 해치백